# Kinderszenen
Kinderszenen [ˈkɪndɐˌst͡seːnən] originele titel: Kinderscenen vertaald als: "Kinderscènes" is een set van dertien pianocomposities van de Duitse componist Robert Schumann die hij heeft gecomponeerd en gepubliceerd in 1838 en welke staan gecatalogiseerd als opus 15. Deel zeven, Träumerei (Dromerij) is verreweg het bekendste deel uit de set.

## Geschiedenis
Oorspronkelijk wilde Schumann de Kinderszenen samen publiceren met de Novelletten (opus 21) maar deze zijn uiteindelijk toch apart van elkaar gepubliceerd. Schumann had aanvankelijk dertig delen gecomponeerd maar koos ervoor om in de finale versie dertien delen op te nemen. De overige delen zijn later alsnog gepubliceerd, dit zijn de opussen: 99 Bunte Blätter (Kleurvolle bladeren) en 124 Album Blätter (Albumbladen). De Kinderszenen omschreef hij in september 1840, als: "vrolijker, zachtaardiger en melodieuzer" dan zijn eerdere werken. Hij schreef aan zijn vrouw Clara dat het idee voor Kinderszenen voortkwam uit haar opmerking dat hij soms leek op een kind. In deze serie trachtte Schumann een liefdevolle en inzichtelijke representatie van de jeugd te scheppen voor volwassenen.

## Delen
| Titel                                                                 | Toonsoort | Speel |
| --------------------------------------------------------------------- | --------- | ----- |
| 01. Von fremden Ländern und Menschen 00. Van vreemde landen en mensen | G-groot   |       |
| 02. Kuriose Geschichte 00. Een vreemd verhaal                         | D-groot   |       |
| 03. Hasche-Mann 00. Tikkertje                                         | B-klein   |       |
| 04. Bittendes Kind 00. Smekend kind                                   | D-groot   |       |
| 05. Glückes genug 00. Gelukkig genoeg                                 | D-groot   |       |
| 06. Wichtige Begebenheit 00. Belangrijke gebeurtenis                  | A-groot   |       |
| 07. Träumerei 00. Dromerij                                            | F-groot   |       |
| 08. Am Kamin 00. Bij het haardvuur                                    | F-groot   |       |
| 09. Ritter vom Steckenpferd 00. Ridder van het stokpaard              | C-klein   |       |
| 10. Fast zu ernst 00. Bijna te serieus                                | Gis-klein |       |
| 11. Fürchtenmachen 00. Laten schrikken                                | E-klein   |       |
| 12. Kind im Einschlummern 00. Kind valt in slaap                      | E-klein   |       |
| 13. Der Dichter spricht 00. De dichter spreekt                        | G-groot   |       |

## Trivia
- Deel 7 Träumerei is het openings- en het sluitstuk van de film Song of Love (1947).[5]
- Tevens is Träumerei de naam van een Duitse biografische film over Robert Schumann uit 1944.[6]
- In Rusland wordt jaarlijks op 9 mei de Träumerei a capella gehumd door een koor tijdens de minuut stilte op de Dag van de Overwinning.[7]
- In Goshu de Cellist, een sprookje van de Japanse schrijver Kenji Miyazawa, wordt de hoofdpersoon Goshu bezocht door een schildpadkat die hem verzoekt om Schumanns Träumerei te spelen in ruil voor een tomaat.[8]